# Nikolai Paskuțki
Nikolai Paskuțki (în rusă Николай Паскуцкий; n. 9/21 noiembrie 1894, Florești, gubernia Basarabia, Imperiul Rus – d. 28 iulie 1938, Moscova, RSFS Rusă, URSS) a fost un om de stat sovietic, prim-adjunct al comisarului poporului pentru agricultură al URSS. A fost unul dintre organizatorii victoriei puterii sovietice și implementării socialismului în Asia Centrală.

## Biografie
S-a născut în târgul Florești (acum oraș și centru raional din Republica Moldova) din ținutul Soroca, gubernia Basarabia, (Imperiul Rus), în familia unui lucrător de cale ferată. A absolvit școala feroviară din Așhabad. În 1915, în timpul primului război mondial, a fost mobilizat în armata țaristă. După Revoluția din februarie, a devenit membru al Comitetului soldaților din Armata a 12-a roșie a Frontului de Nord-Vest. În anii 1917-1918, a fost membru, apoi președinte al Consiliului orașului Tejen. A devenit membru al Partidului Comunist în 1919. În 1919-1920, a fost președinte al Sovietului Militar Revoluționar al Frontului Trans-Caspian. În 1920-1925 a fost Președinte al consiliului economic din Asia Centrală, iar în 1925-1928, vicepreședinte al Consiliului comisarilor poporului și președinte al Comitetului de planificare de stat al RSS Turkmenă. Din 1928, comisar adjunct al poporului pentru agricultură al URSS.  
A fost arestat la 28 octombrie 1937 în timpul Marii Epurări și condamnat la moarte (28 iulie 1938) de Colegiul Militar al Curții Supreme a URSS sub acuzația de activități contrarevoluționare. Sentința a fost executată în ziua condamnării. A fost reabilitat la 4 iulie 1956, prin hotărârea Colegiului militar al Curții Supreme a URSS.